# Фолкмар фон Утрехт
Фолкмар (Попо) фон Утрех (на немски: Folkmar von Utrecht (Bobbo, Popo, Poppo); † 11 декември 991) е епископ на Утрехт (976 – 990).

## Произход и управление
Той произлиза от богатата и знатна саксонска благородническа фамилия Имединги. Син е на пфалцграф Адалберо от Саксония († 982) и чичо на Св. Бернвард фон Хилдесхайм, епископ на Хилдесхайм (993 – 1022).
Фолкмар е в катедралния капител в Хилдесхайм и изпраща там в катедралното училище своя племенник Бернвард. През 975 г. той става канцлер на император Ото II, който през 976 г. го издига на епископ. През 977/978 г. той трябва да пази в затвор в Утрехт баварския херцог Хайнрих II и граф Екберт фон Амбергау „Едноокия“, след техния неуспешен опит за въстание против Ото II.
След смъртта на Ото II през декември 983 г. Фолкмар освобождава Хайнрих и се съюзява с него. В началото на април 984 г. Хайнрих го изпраща като негов заместник във Верла, за да преговаря с неговите противници, привържениците на Ото III.
Преди 987 г. той предлага на Бернвард да стане абат в Девентер.